# Verano de Escándalo (2022)
Verano de Escándalo 2022 fue la vigésima segunda edición del Verano de Escándalo, un evento pago por visión de lucha libre profesional producido por Lucha Libre AAA Worldwide. Tuvo lugar el 5 de agosto de 2022 desde la Arena San Marcos en Aguascalientes, Aguascalientes.

## Resultados
- Aramís, Mr. Iguana y Niño Hamburguesa (con Micro Man) derrotaron a El Imperio de Las Shotas (Dulce Canela, Jessy & La Diva Salvaje).[2]
  - Los técnicos cubrieron a Las Shotas después de una plancha de Micro man y de Niño Hamburguesa
  - Después de la lucha. La Empresa llegó para llevarse a Micro man
- Nueva Generación Dinamita (El Cuatrero, Forastero & Sansón) derrotaron a La Empresa (DMT Azul, Puma King & Sam Adonis) y ganaron el Campeonato Mundial de Tríos de AAA.[3]
  - Durante la lucha Dra. EstreQueen interfirió a favor de La Empresa
  - Durante la lucha Micro man interfirió en contra de La Empresa atacando a Dra. EstreQueen y a DMT Azul, lo que causó la distracción del árbitro Tirantes Sr.
  - Gracias a esta distracción Cuatrero y Sansón logran aplicarle un «Low Blow» al DMT Azul para que Sansón terminara por conectarle un «rompecuellos».
- Bandido derrotó a Laredo Kid, Rey Horus y Willie Mack.
  - Bandido cubrió a Horus después de un «El Más Buscado».
  - Originalmente Johnny Caballero formaba parte del combate, pero fue reemplazado por Horus debido a que no se presentó.
- Charly Manson, Pagano y Psycho Clown (con Konnan) derrotaron a Los Vipers (Abismo Negro Jr., Cibernético & Psicosis).
  - Pagano cubrió a Cibernético después de un «Guillotine».
  - Durante la lucha, Konnan interfirió a favor de los faces.
- Lady Shani derrotó a El Hijo del Tirantes en una Lucha de Cabellera vs. Cabellera.
  - Shani forzó a Tirantes a rendirse con un «La Cañonera».
  - Como resultado, Tirantes tuvo que perder su cabellera.
  - Después de la lucha, Tirantes atacó a Shani y a su padre que fungía como árbitro.
- Lucha Brothers (Fénix & Pentagón Jr.) y Taya Valkyrie derrotaron a El Hijo del Vikingo, Taurus y Chik Tormenta.
  - Fénix cubrió a Vikingo después de un «Brainbuster».
  - En esta lucha se dio a conocer el nombre de la facción conformada por los Lucha Brothers, Taya y Arez llamados "Lucha Squad"